# Dimbsthal
 Dimbsthal (en alsacià Dímschtel) és un municipi francès, situat a la regió del Gran Est, al departament del Baix Rin. L'any 2005 tenia 314 habitants. Limita al nord-est amb Marmoutier, a l'est amb Singrist, al sud-est amb Salenthal i al sud-oest amb Birkenwald i Hengwiller.
Forma part del cantó de Saverne, del districte de Saverne i de la Comunitat de comunes del Pays de Saverne.

## Demografia
| 1962 | 1968 | 1975 | 1982 | 1990 | 1999 |
| ---- | ---- | ---- | ---- | ---- | ---- |
| 200  | 207  | 214  | 217  | 235  | 278  |

## Administració
| Període | Identitat      | Partit |
| ------- | -------------- | ------ |
| 2001-   | Claude Schmitt |        |